# Daniel Cohen (entrepreneur)
Pour les articles homonymes, voir Daniel Cohen et Cohen.
Daniel Cohen, né le 27 octobre 1966 à Casablanca, est un expert en stratégie d’entreprise, auteur, enseignant et homme d'affaires français.

## Biographie

### Jeunesse et formation
Né à Casablanca, Daniel Cohen étudie au lycée Victor Hugo de Marrakech. Il arrive en France en 1981 et obtient une maîtrise d’électronique à l’Université de Toulouse III, puis un master (DESS) en automatique et robotique et sort major de sa promotion en 1986.

### Carrière d'enseignant
De 1998 à 2016, il a enseigné la gestion des risques en Entreprise et en Projet à l’Université de Bordeaux .
Depuis Janvier 2016, Daniel Cohen enseigne à Sciences-Po Paris (Stratégie et Management des entreprises en difficulté).

### Stratégie du retournement
Au travers de ses ouvrages, enseignements et interventions dans les médias, Daniel Cohen est considéré comme un véritable théoricien de l’accompagnement des entreprises et industries en mutation. En se basant sur son expérience pratique, il écrit en 2015  Comment sauver l’entreprise en démontrant notamment que c’est le facteur humain plutôt que financier qui doit être au cœur des transformations dans les entreprises.  Il est avec cet ouvrage le lauréat 2015 du prix des plumes des achats.
Selon lui, la plupart des dirigeants confrontés à des problèmes chroniques passent par une phase de déni, ce qui est un frein à la prise rapide de bonnes décisions.
L'anticipation et l'accompagnement rapide sont deux facteurs déterminants dans le redressement des entreprises en difficulté.
C'est en donnant priorité à la vérité et à l’emploi dans les dossiers qui lui sont confiés que Daniel Cohen , est entré dans le monde très fermé des experts en gestion du risque et en transformations.
Ses interventions sont le plus souvent discrètes et confidentielles, même si certaines ont pu trouver un écho médiatique comme le redressement du voyagiste FRAM,, d'autres ont permis des redressements qualifiés de spectaculaires comme celui de Groupe Partouche en 2010.
Malgré les blocages, Daniel Cohen insiste qu'il faut convaincre les employés avec un discours de vérité. Car même dans une économie difficile, le redressement d’entreprise ne nécessite pas obligatoirement un dégraissage et peut souvent préserver la majorité des emplois.
Pour cela les chefs d'entreprises doivent bien s'entourer et surtout écouter les contre-pouvoirs
.
Il publie en 2017 Les fiches outils du dirigeant d’entreprise au sein de la collection Les fiches outils d’Eyrolles qui permettent de découvrir ou d'approfondir un sujet ou une fonction. Cet ouvrage vise à fournir un guide opérationnel et les outils indispensables aux dirigeants.

### Carrière professionnelle
Il crée sa première entreprise en 1988 dans le secteur technologique et a ensuite dirigé, puis conseillé plusieurs entreprises dans des secteurs très variés (aéronautique, industrie lourde, tourisme, loisirs, construction, médias, automobile).
Daniel Cohen est membre de l’ARE (Association pour le Retournement des Entreprises), de l’ACIFTE (Association Analystes et Conseils en Investissements, Finance et Transmission d’Entreprises) ainsi que de la CNCIF (Chambre Nationale des Conseillers en Investissements). Il est également membre du Conseil de surveillance du Groupe Partouche depuis 2012.

## Œuvres
- Daniel Cohen, Daniel Lecomte, Phillipe De Bellefond et Jean Barda, Les normes et les standards du multimédia, Dunod (1re éd. 1999), 198 p. (ISBN 978-2-10-004512-9)
- Daniel Cohen, Daniel Lecomte, Phillipe De Bellefond et Jean Barda, Les normes et les standards du multimédia - Xml, Mpeg-4 Et 7, Mpeg-21, Jpeg 2000, Mp3, Web3d, Wap : Et Les Autres, Dunod, 212 p. (ISBN 978-2-10-005396-4 et 2-10-005396-5)
- Daniel Cohen, Comment sauver l’entreprise?, Paris, Eyrolles, coll. « Création d’Entreprise », 2014 (1re éd. 2015), 210 p. (ISBN 978-2-212-56097-8, lire en ligne)
- Daniel Cohen, Les fiches outils du dirigeant d’entreprise, Paris, Eyrolles, coll. « les fiches outils », 2017 (1re éd. 2017), 246 p. (ISBN 978-2-212-56750-2, lire en ligne)